# Crotalus horridus
Crotalus horridus este o specie de șerpi din genul Crotalus, familia Viperidae, descrisă de Linnaeus 1758. A fost clasificată de IUCN ca specie cu risc scăzut.

## Subspecii
Această specie cuprinde următoarele subspecii:
- C. h. atricaudatus
- C. h. horridus